# Ždánidla
Ždánidla (německy Steindlberg) jsou 1308 m vysoká hora na severozápadní Šumavě, v Železnorudské hornatině. Nacházejí se 2,5 kilometrů západně od Prášil a 1,5 km od státní hranice s Německem.

## Geomorfologie
Ždánidla jsou suk ve tvaru nesouměrné kupy na východní rozsoše hlavního šumavského hřebene, východně od Plesné. Vrcholová část je plochá se dvěma vrcholy. Na svazích jsou četné rozptýlené balvany, místy skály z pararul a granodioritů.

## Přístup
Na vrchol Ždánidel nevedou turistické stezky, pouze sedlem Zlatý stoleček (1196 m n. m., 830 m západně od vrcholu) prochází červená značka z Prášil na jezero Laka. Jelikož Ždánidla leží v I. zóně Národního parku Šumava, není přístup na vrchol dovolen. Smrčiny v okolí vrcholu byly nejprve poškozeny kůrovcovou kalamitou a po zásahu orkánem Kyrill je celý vrchol téměř odlesněn.